# زایمان طبیعی

مراحل زایمان طبیعی

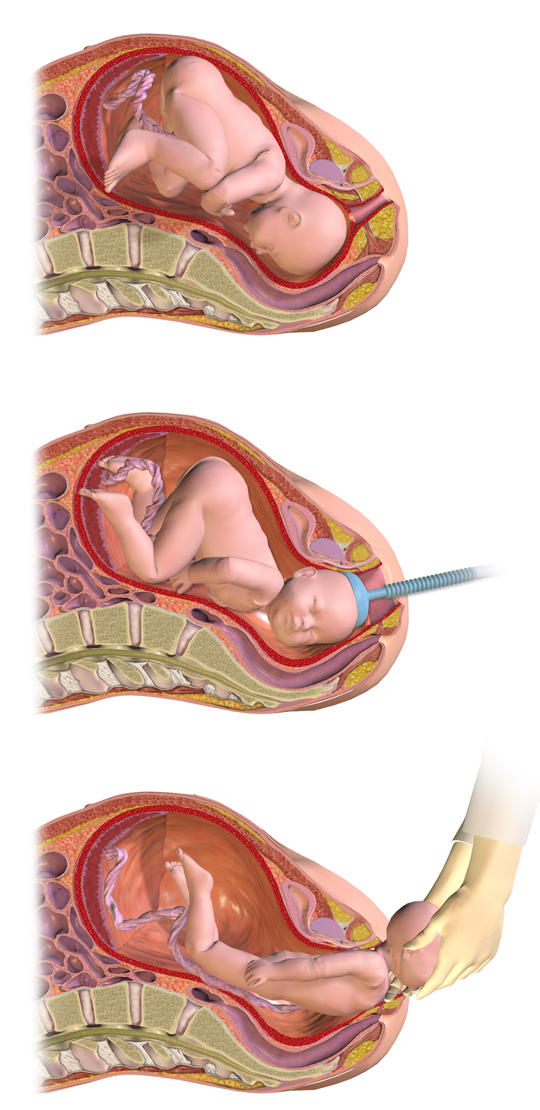
مراحل زایمان طبیعی با کمک مکنده

زایمان طبیعی (به انگلیسی: vaginal delivery) زایش فرزند (نوزاد در انسان‌ها) در پستانداران از راه مهبل است. زایمان طبیعی روش طبیعی زایش در همه پستانداران به جز تک‌سوراخیان است. میانگین زمان ماندن در بیمارستان برای زایمان طبیعی ۳۶ تا ۴۸ ساعت است و زایمان طبیعی با برش میان‌دوراه (بریدن فرج از مهبل به‌طرف عقب جهت تسهیل زایمان) ۴۸ تا ۶۰ ساعت است؛ درحالی که در عمل سزارین این زمان ۷۲ تا ۱۰۸ ساعت است. انواع گوناگون زایمان طبیعی شرایط متفاوت دارند:
- زایمان طبیعی خودبه‌خودی (SVD) هنگامی رخ می‌دهد که زن باردار بدون استفاده از دارو، ابزارهای کمکی یا تکنیک‌های تهییج‌کننده زایمان، نوزاد خود را به شیوه طبیعی به دنیا می‌آورد.
- زایمان طبیعی کمکی (AVD) هنگامی اتفاق می‌افتد که یک زن باردار (با استفاده یا بدون استفاده از داروها یا تکنیک‌های تهییج‌کننده زایمان) با استفاده از ابزارهایی مانند فورسپس، مکنده‌های خارج‌کننده نوزاد خود را به دنیا می‌آورد.
  - زایمان طبیعی القایی (IVD) نوعی زایمان است که شامل استفاده از تکنیک‌های تهییج‌کننده یا القاءکننده زایمان و داروها می‌شود.
- زایمان طبیعی معمولی (NVD) نوعی زایمان طبیعی است که می‌تواند با کمک و روش‌های تهییج‌کننده باشد. از این اصطلاح معمولاً در پژوهش‌ها در مقابل عمل سزارین استفاده می‌شود.

زایمان طبیعی یک امر فیزیولوژیک است که مادر باردار به‌صورت طبیعی و با فعالیت‌های منظمی که در دوران بارداری خود دارد، می‌تواند زایمان خوبی داشته باشد؛ اما درد زایمان طبیعی برای همهٔ زنان نگران‌کننده است به همین دلیل مادران باردار برای انتخاب زایمان تردید دارند و درک مراحل اولیه از این نوع زایمان برای همهٔ زنان مهم است.